# Balduin, der Heiratsmuffel
Balduin, der Heiratsmuffel, auch bekannt als Louis, der Schürzenjäger bzw. Der Gendarm heiratet, ist eine französische Filmkomödie von Jean Girault aus dem Jahr 1968 mit Louis de Funès in der Hauptrolle. Es ist der dritte von insgesamt sechs Filmen über den Gendarmen aus Saint-Tropez. Drehorte waren der Spielort Saint-Tropez und andere Orte im Département Var. Der Film startete am 13. März 1970 in den bundesdeutschen Kinos.

## Handlung
Gendarm Ludovic Cruchot (in der deutschen Synchronfassung Balduin) aus Saint-Tropez, verfolgt eine Autofahrerin wegen Tempoüberschreitung. Als er sie stellt, macht er sie zunächst rüde zur „Schnecke“. Doch dann erfährt Cruchot, dass es sich bei der Dame um die Witwe eines Gendarmerie-Obersts handelt, die zudem mit Staatspräsident Charles de Gaulle bekannt ist. Dem cholerischen Gendarm rutscht das Herz in die Hose, fürchtet er doch wegen seines Verhaltens dramatische Konsequenzen. Doch Josepha vergibt ihm. Vielmehr noch, sie findet offenbar Gefallen an dem schneidigen Cruchot, und dieser auch an ihr. Er beschließt, der einflussreichen Dame den Hof zu machen. Um sich selbst jünger auszugeben, verschweigt Cruchot das wahre Alter seiner etwa 20-jährigen Tochter Nicole und gibt diese als Mädchen im Vorschulalter aus. Bei einer Begegnung beider Frauen entpuppt sich jedoch die Wahrheit. 
Später bewerben sich Cruchot und sein Vorgesetzter Gerber um den Rang des  Adjudant-chef (in der deutschen Synchronfassung  „Oberwachtmeister“, tatsächlich aber entsprechend Polizeiobermeister). Bei der Prüfung kann Cruchot die Fragen nicht ausreichend beantworten, wird aber durch ein Versehen der Prüfungskommission zum Sieger erklärt – zu Gerbers Verdruss. Daraufhin übernimmt Cruchot die Revierleitung von Gerber, was Cruchot zu Sticheleien seinem bisherigen Chef gegenüber veranlasst. Dieser akzeptiert die neue Sachlage widerwillig. Als der Irrtum schließlich herauskommt, wechseln die Verhältnisse erneut – diesmal zu Gerbers Genugtuung, die er den nunmehr degradierten und betont unterwürfigen Cruchot spüren lässt.
Bei einer Tauchübung der Gendarmerie sinkt Cruchot auf den Meeresgrund und erkrankt deshalb, sodass sich Nicole und Josepha um den nur mehr merkwürdiges Zeug redenden Gendarm kümmern müssen. Auf dem Heimweg wird Josepha vom entflohenen Friedo dem Schlächter entführt, den Cruchot zu Beginn des Films verhaftet hatte. Nun möchte sich der Verbrecher an dem Gendarmen rächen. Nach einer langen Verfolgungsjagd, in die neben Cruchot und Gerber auch die restlichen Gendarmen sowie Schwester Clotilde verwickelt sind, gelingen die erneute Verhaftung Friedos sowie die Rettung Josephas. 
Am Ende heiraten Josepha und Cruchot, der nun unvermittelt in der Uniform eines Gendarmerie-Colonels zum Traualtar schreitet. In den nachfolgenden Filmen bleiben Cruchots Hochzeit und Beförderung jedoch unberücksichtigt.

## Synchronisation
Die deutsche Synchronisation entstand nach einem Dialogbuch unter der Dialogregie von Karlheinz Brunnemann im Auftrag der Deutsche Synchron Film GmbH Berlin.
| Rolle                    | Darsteller        | Deutscher Sprecher     |
| ------------------------ | ----------------- | ---------------------- |
| Ludovic Cruchot          | Louis de Funès    | Gerd Martienzen        |
| Nicole Cruchot           | Geneviève Grad    | Ursula Herwig          |
| Josepha                  | Claude Gensac     | Tilly Lauenstein       |
| Jérome Gerber            | Michel Galabru    | Martin Hirthe          |
| Gilberte Gerber          | Nicole Vervil     |                        |
| Albert Merlot            | Christian Marin   | Lothar Blumhagen       |
| Berlicot                 | Guy Grosso        | Jochen Schröder        |
| Tricart                  | Michel Modo       | Hans Walter Clasen     |
| Lucien Fougasse          | Jean Lefebvre     | Klaus Miedel           |
| Schwester Clotilde       | France Rumilly    | Maria Körber           |
| Colonel                  | Yves Vincent      | Friedrich Schoenfelder |
| Polizeipräfekt           | Jean Ozenne       | Friedrich Schoenfelder |
| Fredo                    | Mario David       | Michael Chevalier      |
| Kommandant               | Robert Destain    | Heinz Petruo           |
| Polizist, „Blaues Küken“ | Claude Bertrand   | Toni Herbert           |
| Prüfungsteilnehmer       | Dominique Zardi   | Toni Herbert           |
| Tanzlehrer               | Bernard Lavalette | Karlheinz Brunnemann   |

## Kritiken
„Der Gendarm von St. Tropez […] bietet eine wirklich magere Vorstellung: platte Gags und viele Fratzen. Fazit: Anspruchsloser Grimassen-Klamauk“

„Dünner als der Durchschnitt der Funès-Serie.“

„Ein dürftiges Drehbuch führte zu einem dürftigen Film, den selbst Louis de Funès nicht retten kann. Für unentwegte Freunde des französischen Komikers erträglich.“